# Австрійська хокейна ліга 2017—2018
Австрійська хокейна ліга 2017—2018 — у чемпіонаті брали участь дванадцять клубів. Вдруге чемпіоном став клуб «Больцано».

## Регламент
На попередньому етапі 12 клубів проведуть між собою по чотири матчі, на другому етапі в двох групах виявлять вісім клубів, які на третьому етапі в плей-оф розіграють звання чемпіона.

## Попередній раунд
| М  | Команда                         | І  | В  | П  | ВО | ПО | ШЗ  | ШП  | Різ | О  |
| -- | ------------------------------- | -- | -- | -- | -- | -- | --- | --- | --- | -- |
| 1  | ХК «Відень Кепіталс»            | 44 | 28 | 9  | 2  | 5  | 146 | 97  | +49 | 93 |
| 2  | ХК «Ред Булл» (Зальцбург)       | 44 | 25 | 15 | 3  | 1  | 158 | 116 | +42 | 82 |
| 3  | «Лінц Блек-Вінгс»               | 44 | 24 | 13 | 3  | 4  | 155 | 122 | +33 | 82 |
| 4  | «Клагенфурт»                    | 44 | 21 | 17 | 2  | 4  | 120 | 112 | +8  | 71 |
| 5  | «Інсбрук»                       | 44 | 18 | 16 | 7  | 3  | 146 | 132 | +14 | 71 |
| 6  | «Медвещак» (Загреб)             | 44 | 17 | 19 | 4  | 4  | 139 | 139 | ±0  | 63 |
|    |                                 |    |    |    |    |    |     |     |     |    |
| 7  | «Дорнбірн»                      | 44 | 15 | 18 | 5  | 6  | 127 | 133 | −6  | 61 |
| 8  | «Грац 99-ерс»                   | 44 | 16 | 21 | 5  | 2  | 133 | 153 | −20 | 60 |
| 9  | «Больцано»                      | 44 | 15 | 20 | 4  | 5  | 124 | 125 | −1  | 58 |
| 10 | «Фегервар АВ19» (Секешфехервар) | 44 | 12 | 22 | 6  | 4  | 100 | 145 | −45 | 52 |
| 11 | «Філлах»                        | 44 | 14 | 24 | 2  | 4  | 112 | 146 | −34 | 50 |
| 12 | ХК «Орли» (Зноймо)              | 44 | 11 | 22 | 5  | 6  | 112 | 152 | −40 | 49 |

## Другий етап

### Перша група
| М | Команда             | І  | В | П | ВО | ПО | ШЗ | ШП | Різ | О (Б)  |
| - | ------------------- | -- | - | - | -- | -- | -- | -- | --- | ------ |
| 1 | «Відень Кепіталс»   | 10 | 5 | 3 | 1  | 1  | 39 | 28 | +11 | 24 (6) |
| 2 | «Ред Булл»          | 10 | 5 | 2 | 2  | 1  | 41 | 30 | +11 | 24 (4) |
| 3 | «Лінц Блек-Вінгс»   | 10 | 5 | 3 | 1  | 1  | 38 | 36 | +2  | 20 (2) |
| 4 | «Клагенфурт»        | 10 | 4 | 4 | 0  | 2  | 23 | 31 | −8  | 15 (1) |
| 5 | «Медвещак» (Загреб) | 10 | 3 | 5 | 1  | 1  | 28 | 32 | −4  | 12 (0) |
| 6 | ХК «Інсбрук»        | 10 | 2 | 7 | 1  | 0  | 28 | 40 | −12 | 8 (0)  |

### Кваліфікаційна група
| М | Команда                         | І  | В | П | ВО | ПО | ШЗ | ШП | Різ | О (Б)  |
| - | ------------------------------- | -- | - | - | -- | -- | -- | -- | --- | ------ |
| 1 | «Дорнбірн»                      | 10 | 6 | 1 | 1  | 2  | 41 | 30 | +11 | 28 (6) |
| 2 | «Больцано»                      | 10 | 5 | 3 | 2  | 0  | 31 | 16 | +15 | 21 (2) |
| 3 | «Фегервар АВ19» (Секешфехервар) | 10 | 5 | 2 | 1  | 2  | 25 | 23 | +2  | 20 (1) |
| 4 | «Орли Зноймо»                   | 10 | 3 | 3 | 1  | 3  | 28 | 24 | +4  | 14 (0) |
| 5 | «Філлах»                        | 10 | 3 | 5 | 1  | 1  | 25 | 36 | −11 | 12 (0) |
| 6 | «Грац 99-ерс»                   | 10 | 0 | 8 | 2  | 0  | 21 | 42 | −21 | 8 (4)  |

## Плей-оф
|  | Чвертьфінали | Чвертьфінали        | Чвертьфінали      |            |              | Півфінали         | Півфінали | Півфінали |  |  | Фінал | Фінал      | Фінал |
|  |              |                     |                   |            |              |                   |           |           |  |  |       |            |       |
|  | 1            | «Відень Кепіталс»   | 4                 |            |              |                   |           |           |  |  |       |            |       |
|  | 6            | ХК «Інсбрук»        | 2                 |            |              |                   |           |           |  |  |       |            |       |
|  | 6            | ХК «Інсбрук»        | 2                 |            | 1            | «Відень Кепіталс» | 1         |           |  |  |       |            |       |
|  |              |                     |                   |            | 1            | «Відень Кепіталс» | 1         |           |  |  |       |            |       |
|  |              | 8                   | «Больцано»        | 4          |              |                   |           |           |  |  |       |            |       |
|  | 4            | 8                   | «Больцано»        | 4          | «Клагенфурт» | 2                 |           |           |  |  |       |            |       |
|  | 4            |                     |                   |            | «Клагенфурт» | 2                 |           |           |  |  |       |            |       |
|  | 8            | «Больцано»          | 4                 |            |              |                   |           |           |  |  |       |            |       |
|  |              |                     |                   |            |              |                   |           |           |  |  | 2     | «Ред Булл» | 3     |
|  |              |                     | 8                 | «Больцано» | 4            |                   |           |           |  |  |       |            |       |
|  | 3            | «Лінц Блек-Вінгс»   | 4                 |            |              |                   |           |           |  |  |       |            |       |
|  | 5            | «Медвещак» (Загреб) | 2                 |            |              |                   |           |           |  |  |       |            |       |
|  | 5            | «Медвещак» (Загреб) | 2                 |            | 2            | «Ред Булл»        | 4         |           |  |  |       |            |       |
|  |              |                     |                   |            | 2            | «Ред Булл»        | 4         |           |  |  |       |            |       |
|  |              | 3                   | «Лінц Блек-Вінгс» | 2          |              |                   |           |           |  |  |       |            |       |
|  | 2            | 3                   | «Лінц Блек-Вінгс» | 2          | «Ред Булл»   | 4                 |           |           |  |  |       |            |       |
|  | 2            |                     |                   |            | «Ред Булл»   | 4                 |           |           |  |  |       |            |       |
|  | 7            | ХК «Дорнбірн»       | 2                 |            |              |                   |           |           |  |  |       |            |       |

### Чвертьфінали
| «Відень Кепіталс» (1) – ХК «Інсбрук» (6) | «Відень Кепіталс» (1) – ХК «Інсбрук» (6) | «Відень Кепіталс» (1) – ХК «Інсбрук» (6) |
| ---------------------------------------- | ---------------------------------------- | ---------------------------------------- |
| 9 березня 2018                           | «Відень Кепіталс» – ХК «Інсбрук»         | 4:1 (3:0, 1:0, 0:1)                      |
| 11 березня 2018                          | ХК «Інсбрук» – «Відень Кепіталс»         | 2:3 ОТ (2:1, 0:1, 0:0, 0:1)              |
| 13 березня 2018                          | «Відень Кепіталс» – ХК «Інсбрук»         | 4:3 ОТ (1:1, 1:1, 1:1, 1:0)              |
| 16 березня 2018                          | ХК «Інсбрук» – «Відень Кепіталс»         | 4:3 (2:1, 2:1, 0:1)                      |
| 18 березня 2018                          | «Відень Кепіталс» – ХК «Інсбрук»         | 1:2 (0:0, 0:1, 1:1)                      |
| 20 березня 2018                          | ХК «Інсбрук» – «Відень Кепіталс»         | 3:5 (0:2, 2:0, 1:3)                      |
| Серія — 4:2                              |                                          |                                          |

| «Ред Булл» (2) – ХК «Дорнбірн» (7) | «Ред Булл» (2) – ХК «Дорнбірн» (7) | «Ред Булл» (2) – ХК «Дорнбірн» (7) |
| ---------------------------------- | ---------------------------------- | ---------------------------------- |
| 9 березня 2018                     | «Ред Булл» – ХК «Дорнбірн»         | 3:2 ОТ (1:0, 1:0, 0:2, 1:0)        |
| 11 березня 2018                    | ХК «Дорнбірн» – «Ред Булл»         | 0:2 (0:0, 0:1, 0:1)                |
| 13 березня 2018                    | «Ред Булл» – ХК «Дорнбірн»         | 5:4 (1:2, 3:0, 1:2)                |
| 16 березня 2018                    | ХК «Дорнбірн» – «Ред Булл»         | 3:2 (0:0, 3:0, 0:2)                |
| 18 березня 2018                    | «Ред Булл» – ХК «Дорнбірн»         | 2:3 (1:0, 1:1, 0:1, 0:1)           |
| 20 березня 2018                    | ХК «Дорнбірн» – «Ред Булл»         | 2:6 (1:2, 0:1, 1:3)                |
| Серія — 4:2                        |                                    |                                    |

| «Лінц Блек-Вінгс» (3) – «Медвещак» (Загреб) (5) | «Лінц Блек-Вінгс» (3) – «Медвещак» (Загреб) (5) | «Лінц Блек-Вінгс» (3) – «Медвещак» (Загреб) (5) |
| ----------------------------------------------- | ----------------------------------------------- | ----------------------------------------------- |
| 9 березня 2018                                  | «Лінц Блек-Вінгс» – «Медвещак»                  | 3:4 ОТ (2:0, 1:2, 0:1, 0:1)                     |
| 11 березня 2018                                 | «Медвещак» – «Лінц Блек-Вінгс»                  | 6:2 (0:0, 3:2, 3:0)                             |
| 13 березня 2018                                 | «Лінц Блек-Вінгс» – «Медвещак»                  | 8:3 (3:1, 5:0, 0:1)                             |
| 16 березня 2018                                 | «Лінц Блек-Вінгс» – «Медвещак»                  | 8:4 (3:2, 1:0, 4:2)                             |
| 19 березня 2018                                 | «Медвещак» – «Лінц Блек-Вінгс»                  | 3:4 ОТ (0:3, 2:0, 1:0, 0:1)                     |
| 20 березня 2018                                 | «Медвещак» – «Лінц Блек-Вінгс»                  | 4:5 (0:1, 3:1, 1:3)                             |
| Серія — 4:2                                     |                                                 |                                                 |

| «Клагенфурт» (4) – «Больцано» (6) | «Клагенфурт» (4) – «Больцано» (6) | «Клагенфурт» (4) – «Больцано» (6) |
| --------------------------------- | --------------------------------- | --------------------------------- |
| 9 березня 2018                    | «Клагенфурт» – «Больцано»         | 1:3 (0:1, 1:1, 0:1)               |
| 11 березня 2018                   | «Больцано» – «Клагенфурт»         | 2:3 (1:1, 0:2, 1:0)               |
| 13 березня 2018                   | «Клагенфурт» – «Больцано»         | 2:1 ОТ (0:0, 0:0, 1:1, 1:0)       |
| 16 березня 2018                   | «Больцано» – «Клагенфурт»         | 3:2 ОТ (0:0, 1:0, 1:2, 1:0)       |
| 18 березня 2018                   | «Клагенфурт» – «Больцано»         | 2:3 ОТ (0:0, 1:1, 1:1, 0:1)       |
| 20 березня 2018                   | «Больцано» – «Клагенфурт»         | 2:0 (1:0, 0:0, 1:0)               |
| Серія — 2:4                       |                                   |                                   |

### Півфінали
| «Відень Кепіталс» (1) – «Больцано» (8) | «Відень Кепіталс» (1) – «Больцано» (8) | «Відень Кепіталс» (1) – «Больцано» (8) |
| -------------------------------------- | -------------------------------------- | -------------------------------------- |
| 25 березня 2018                        | «Відень Кепіталс» – «Больцано»         | 4:0 (1:0, 2:0, 1:0)                    |
| 27 березня 2018                        | «Больцано» – «Відень Кепіталс»         | 4:1 (0:0, 3:0, 1:1)                    |
| 29 березня 2018                        | «Відень Кепіталс» – «Больцано»         | 2:3 ОТ (1:0, 0:0, 1:2, 0:1)            |
| 31 березня 2018                        | «Больцано» – «Відень Кепіталс»         | 5:2 (2:0, 2:2, 1:0)                    |
| 2 квітня 2018                          | «Відень Кепіталс» – «Больцано»         | 1:2 (1:0, 0:2, 0:0)                    |
| Серія — 1:4                            |                                        |                                        |

| «Ред Булл» (2) – «Лінц Блек-Вінгс» (3) | «Ред Булл» (2) – «Лінц Блек-Вінгс» (3) | «Ред Булл» (2) – «Лінц Блек-Вінгс» (3) |
| -------------------------------------- | -------------------------------------- | -------------------------------------- |
| 25 березня 2018                        | «Ред Булл» – «Лінц Блек-Вінгс»         | 3:2 (0:1, 2:1, 1:0)                    |
| 27 березня 2018                        | «Лінц Блек-Вінгс» – «Ред Булл»         | 3:1 (2:0, 1:0, 0:1)                    |
| 29 березня 2018                        | «Ред Булл» – «Лінц Блек-Вінгс»         | 4:2 (2:0, 2:2, 0:0)                    |
| 31 березня 2018                        | «Лінц Блек-Вінгс» – «Ред Булл»         | 5:2 (3:1, 0:0, 2:1)                    |
| 2 квітня 2018                          | «Ред Булл» – «Клагенфурт»              | 4:3 ОТ (1:1, 2:2, 0:0, 1:0)            |
| 4 квітня 2018                          | «Клагенфурт» - «Ред Булл»              | 2:4 (1:0, 0:1, 1:3)                    |
| Серія — 4:2                            |                                        |                                        |

### Фінал
| «Ред Булл» (2) – «Больцано» (8) | «Ред Булл» (2) – «Больцано» (8) | «Ред Булл» (2) – «Больцано» (8) |
| ------------------------------- | ------------------------------- | ------------------------------- |
| 8 квітня 2018                   | «Ред Булл» – «Больцано»         | 1:2 (0:0, 1:2, 0:0)             |
| 9 квітня 2018                   | «Ред Булл» – «Больцано»         | 4:5 ОТ (0:0, 1:0, 2:0)          |
| 12 квітня 2018                  | «Больцано» – «Ред Булл»         | 4:2 (1:1, 2:1, 1:0)             |
| 13 квітня 2018                  | «Больцано» – «Ред Булл»         | 3:6 (1:1, 2:3, 0:2)             |
| 15 квітня 2018                  | «Ред Булл» – «Больцано»         | 6:5 ОТ (2:1, 1:2, 2:2, 1:0)     |
| 17 квітня 2018                  | «Больцано» – «Ред Булл»         | 6:3 (1:1, 2:1, 3:1)             |
| 20 квітня 2018                  | «Ред Булл» – «Больцано»         | 2:3 (0:2, 0:1, 2:0)             |
| Серія — 3:4                     |                                 |                                 |